# Caraiba andreae
Caraiba andreae е вид змия от семейство Смокообразни (Colubridae). Видът не е застрашен от изчезване.

## Разпространение
Разпространен е в Куба.